# Carpark AB
Carpark AB var ett svenskt företag i parkeringsbranschen. Bolaget har betecknats som Skandinaviens största parkeringsbolag.

## Historik
Verksamheten inleddes i Stockholm 1959 genom öppnandet av Hötorgsgaraget. Man expanderade senare till Danmark och Norge.
Carpark ägdes från 1967 av AB Vestos som var ett dotterbolag till Custos. Företaget blev senare en del av Vestator Invest (fortfarande inom Custos) som år 1983 såldes vidare till Hexagon AB.
Som en del uppdelningen av Hexagon under 1990 sålde Munksjö AB vidare Carpark till fastighetsbolaget Fabege. Fabege köptes senare av fastighetsbolaget Näckebro. Företaget hade då en omsättning på 320 miljoner kronor. År 1998 sålde Näckebro verksamheten vidare till UBS Private Equity som ingick i den schweiziska banken UBS.
UBS slog under 1998 ihop Carpark med Autopark-gruppen för att bilda Nordisk Parkering AB. I maj 1999 köpte man Securitas parkerings- och inkassoverksamhet Scand Park. År 2001 köptes majoriteten i företaget av Bridgepoint Capital för drygt 800 miljoner kronor. Det hade då en omsättning på 600 miljoner kronor om året och administrerade 150 000 parkeringsplatser vilken motsvarade 12 procent av den nordiska parkeringsmarknaden. Den 1 juni 2002 bytte Nordisk Parkering AB namn till Carpark AB och verksamheten samlades under varumärket Carpark. Dittills hade företaget även använt varumärkena P-Konsult, Automo, Scand Park och Autopark för sin verksamhet.
Bridgepoint sålde år 2006 Carpark AB till nederländska Q-Park för uppskattningsvis 325 miljoner euro.